# Савеллі
Савеллі (італ. Savelli, сиц. Savielli) — муніципалітет в Італії, у регіоні Калабрія, провінція Кротоне.
Савеллі розташоване на відстані близько 470 км на південний схід від Рима, 50 км на північ від Катандзаро, 39 км на північний захід від Кротоне.
Населення — 1287 осіб (2014).
Щорічний фестиваль відбувається 29 червня. Покровитель — Петро (апостол).

## Демографія
Населення за роками:

Станом на 1 січня 2023 року в муніципалітеті офіційно проживало 66 іноземців з 19 країн, серед них 13 громадян країн Євросоюзу та 1 громадянин України.

## Сусідні муніципалітети
- Боккільєро
- Кампана
- Кастельсілано
- Сан-Джованні-ін-Фйоре
- Верцино